# 白洞热力学
白洞热力学（英語：White hole thermodynamics），或称作白洞力学，是将热力学的基本定律应用到对尚未发现的白洞的研究而产生的理论。

## 白洞的力学性质
白洞的视界是个单向膜，但是只出不进，向外部区域提供物质和能量，但不吸收外部区域的任何物质和辐射。亦可说白洞是黑洞的时间反演。白洞和黑洞的外部引力性质一样，都可以用史瓦西度规描述，白洞是一个引力源，可以被其它天体吸引，并吸引其它天体。而且白洞附近引力场很强，周围的尘埃、气体会不断地被吸积而落到它上面。不过这些物质无法进入白洞内部，只能在其边界形成物质层。白洞可能处于类星体和活动星系核的中心，当白洞内部喷射出来的物质与白洞周围吸积的物质在边界上猛烈相撞时，可以释放出巨大的能量。

## 白洞熵
白洞被認為是黑洞的時間反演，故理論上，物理行為應與之相對應。如果白洞的熵也遵循與黑洞相似的定義，則白洞熵也會和表面積成正比：
{\displaystyle S\propto A}
這與貝肯斯坦上限（貝肯斯坦-霍金公式）類似。
白洞被認為是高度有序的，因此，它的熵似乎接近零。然而，我們也可以認為白洞的熵是負的，這意味著它可能對應於黑洞，減少著它的負熵。
黑洞會將資訊丟失，此即黑洞資訊悖論。與之相反，白洞會將資訊放回宇宙，因此，可以得出兩種不同的觀點：
1. 白洞熵等於黑洞熵，因為是時間反演的結果。
2. 白洞熵為零，因為訊息被放回宇宙。

另外，在宇宙學框架中，白洞對應於大霹靂的某些高能量事件，引申出了大霹靂是一個白洞，對應於它的低熵狀態。

## 白洞的热力学定律

### 白洞熱力學第零定律
白洞事件視界表面具有相同的反向重力值{\displaystyle \kappa '}，即
{\displaystyle \kappa '=\mathrm {const} .}

### 白洞熱力學第一定律
白洞質量的微小變化與其「負功與熱」的關係為：
{\displaystyle \mathrm {d} M=-{\frac {\kappa '}{8\pi }}\mathrm {d} A-\Omega _{\mathrm {WH} }'\mathrm {d} J-\Phi _{\mathrm {WH} }'\mathrm {d} Q}
其中{\displaystyle M}是質量，{\displaystyle A}是事件視界面積，{\displaystyle \Omega _{\mathrm {WH} }'}是白洞的角速度，{\displaystyle J}是它的角動量，{\displaystyle \Phi _{\mathrm {WH} }'}是事件視界的電動勢，{\displaystyle Q}是電荷。

### 白洞熱力學第二定律
白洞的事件視界面積在物理過程中必不增加，即
{\displaystyle \mathrm {d} A\leq 0}
此結果與熱力學第二定律相悖。

### 白洞熱力學第三定律
白洞的表面重力{\displaystyle \kappa '}不得為零，也就是無法實現完全穩定的白洞；換句話說，白洞的溫度無法為零。